# Stinkende lis
De stinkende lis (Iris foetidissima, synoniem: Chamaeiris foetidissima) is een zwak giftige, kruidachtige overblijvende plant. Nederland ligt buiten het Europese areaal dat zich uitstrekt van West- en Zuid-Europa, van Frankrijk tot het noordwesten van de Balkan en Noord-Afrika. In de 17e en 18e eeuw werd de soort aangetroffen langs de vaart tussen Haarlem en Leiden en verder bij Vogelenzang. De plant komt zeer zeldzaam verspreid in Nederland voor, voornamelijk in het zuiden van het land.  In België is de plant in 2008 voor het eerst gevonden in de kustduinen van De Panne. De soort is ingeburgerd in onder andere Kortrijk, Peer en Roeselare. De plant wordt in de siertuin gebruikt. Het aantal chromosomen is 2n = 40.
De plant wordt 30-80 cm hoog en heeft een roodbruine, tot 15 mm dikke wortelstok. De dikke stengel is enigszins afgeplat. De glanzend groene, zijdelings afgeplatte, 30-45 cm lange en 2,5 cm brede bladeren, verspreiden bij kneuzen een knofloofachtige geur.
De stinkende lis bloeit vanaf mei tot in juli met blauwachtige tot groenig bruingele, tot 10 cm grote bloemen. De drie buitenste kroonbladen verkleuren naar lila. De drie buitenste kroonbladen zijn veel groter en anders gevormd dan de drie binnenste. De drie naar buiten gekromde stijlen zijn kroonbladachtig verbreed en hebben aan de onderzijde de stempels zitten. Het lancetvormige schutblad is aan de randen stroachtig.
De vrucht is een groene, 5–8 cm lange, eivormig-driehoekige, driekleppige doosvrucht. De oranje-rode, 5 mm grote zaden hebben een ronde vorm.

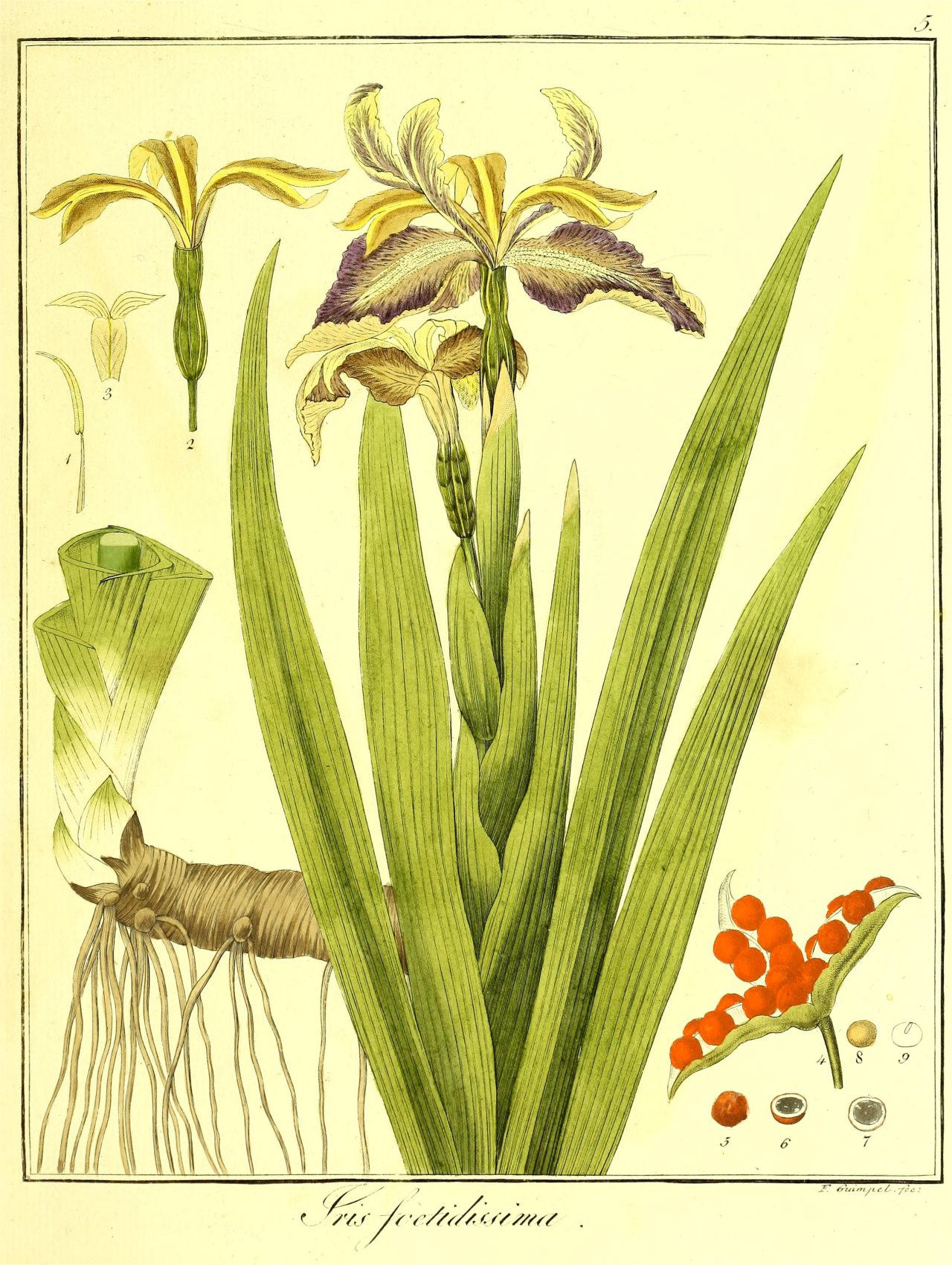
Illustratie
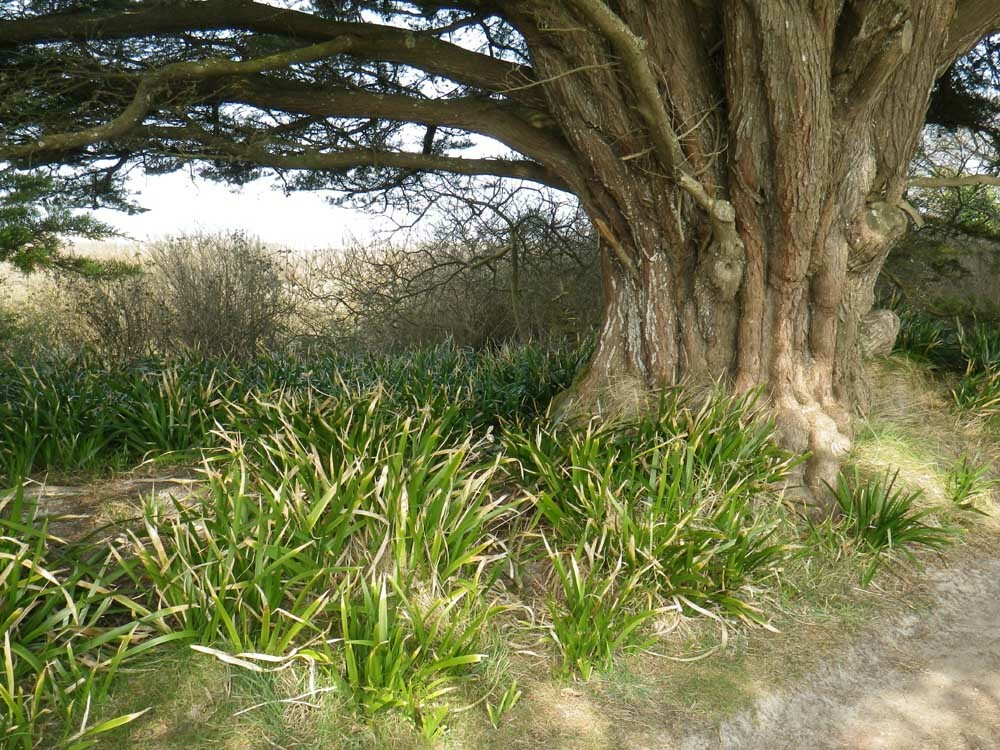
Planten
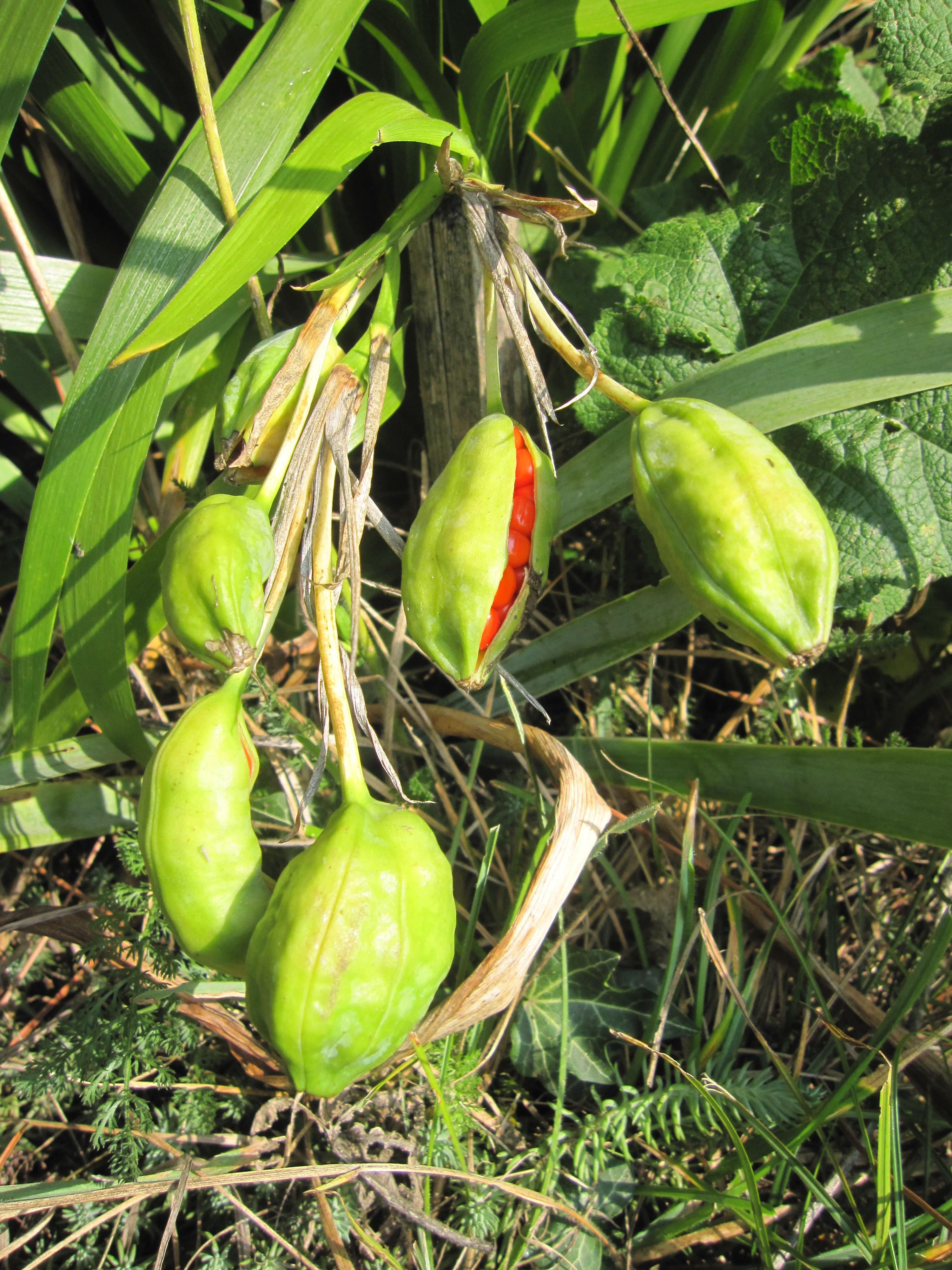
Vruchten
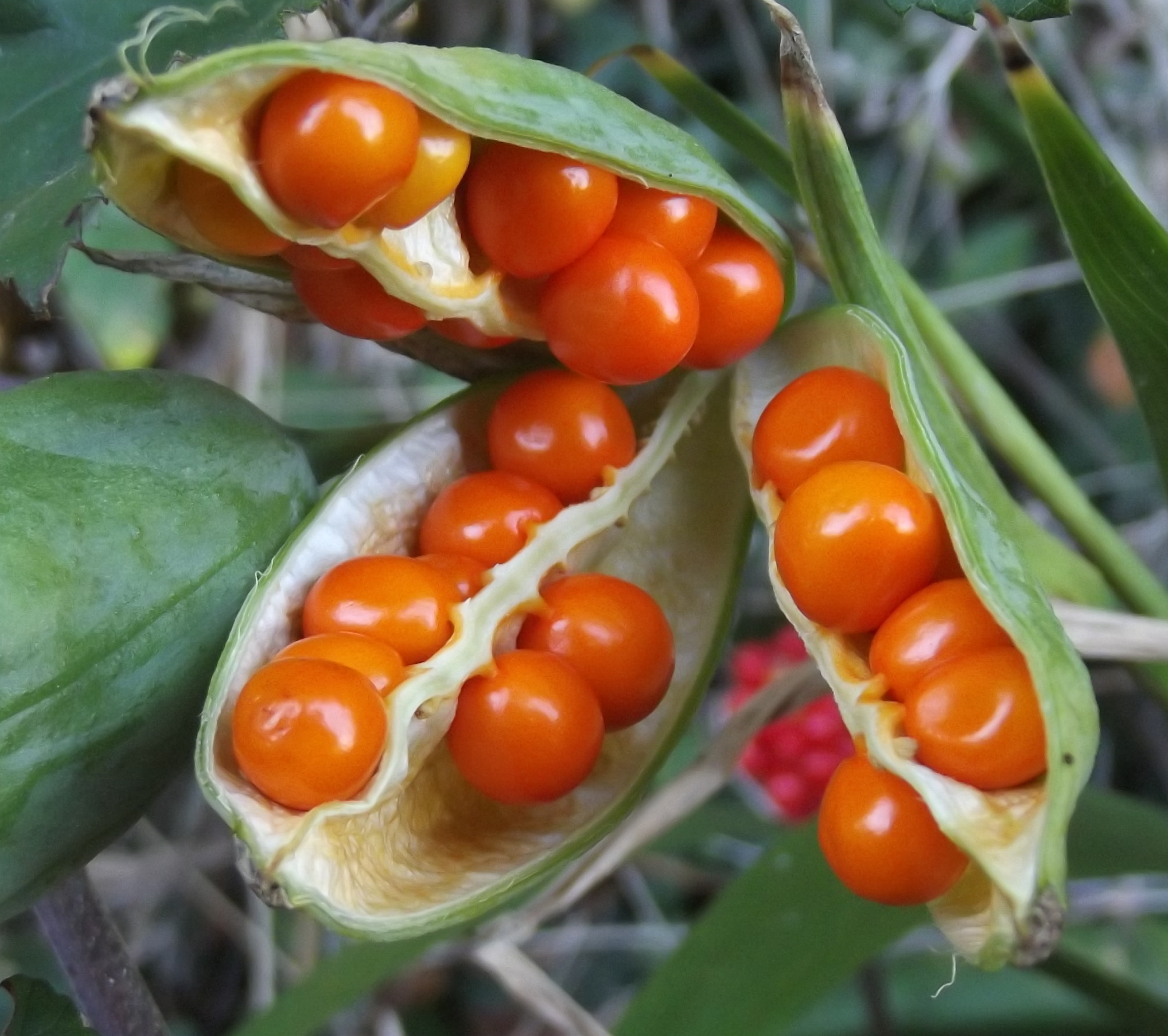
Zaden

Stinkende lis geeft de voorkeur aan zonnige tot beschaduwde, droge tot vochtige, goed gedraineerde, voedsel- en kalkrijke klei-, leem- en zandbodems. Ze groeit in open bossen, langs hagen, in droge struwelen en duinbosjes, op oevers en zeekliffen en wordt als sierplant en voor droogboeketten geteeld en is op tal van plaatsen ingeburgerd. De zaden blijven in de geopende vrucht zitten en komen pas vrij in het volgende voorjaar.